# End of the Line (singolo)
End of the Line è un singolo del gruppo musicale dei Traveling Wilburys, pubblicato nel 1988 dalla Warner Bros., estratto dall'album Traveling Wilburys Vol. 1.

## Tracce
Testi e musiche di Jeff Lynne, George Harrison, Bob Dylan, Tom Petty e Roy Orbison.
1. End of the Line – 3:30
2. Congratulations – 3:30

## Video
Del singolo è stato girato anche un videoclip in cui compaiono tutti i membri del supergruppo, tranne Roy Orbison. Pochi giorni prima di girare il video, infatti, Roy Orbison venne a mancare, pertanto il suo ruolo è stato sostituito da una chitarra che ciondola su una sedia vuota e da una sua fotografia.

## Formazione
- Jeff Lynne – voce, chitarra acustica
- Bob Dylan - cori, chitarra acustica
- Roy Orbison – voce, chitarra acustica
- George Harrison - Slide guitar, chitarra elettrica, chitarra acustica, voce
- Tom Petty – basso, cori
- Jim Keltner – batteria[3]